# Bruno Tozzi
Bruno Tozzi (Montevarchi, 27 novembre 1656 – Vallombrosa, 29 gennaio 1743) è stato un religioso, botanico e micologo italiano.
(Frédéric Cuvier, Dizionario delle scienze naturali nel quale si tratta metodicamente dei differenti esseri della natura, considerati o in loro stessi, secondo lo stato attuale delle nostre cognizioni, o relativamente all'utilità che ne può risultare per la medicina, l'agricoltura, il commercio, e le arti, Firenze, Batelli, 1839, Vol. X, pag. 152)
(Dal necrologio di Bruno Tozzi in Novelle letterarie pubblicate in Firenze L' Anno MDCCXLIII, Firenze, 1743, Vol. IV pag. 338-339)
Figlio di Francesco di Simone Tozzi di origini montevarchine ma cittadino di Firenze, Bruno nacque comunque a Montevarchi; nonostante questo, molti dei vari elogi a lui dedicati lo vogliono, per ovvie ragioni, fiorentino.
Vestì l'abito vallombrosano il 5 maggio 1676 «e ben presto ottenne dal suo raro talento, e dalla sua applicazione indefessa una vasta cognizione degli studj sacri, e profani, che lo fecero risguardare per un singolare ornamento della sua Congregazione». 
Avvicinatosi alle scienze naturali grazie alle influenze del confratello, e botanico, Virgilio Falugi «a simiglianza de' Filosofi più accreditati dell'antichità intraprese molti disastrosi viaggi nelle Alpi d'Italia, nelle diverse spiagge del Mare Toscano e Adriatico e nelle isole adiacenti, osservando minutamente i tesori più segreti della natura, che appariscono negl'insetti, ne' vegetabili, e nelle miniere, e del tutto prendendo quelle rarità, che adornare dovevano il suo scelto Museo, e servire di abbondante materia al suo studio».
E non solo «più viaggi egli intraprese per valli e monti scoscesi, onde raccoglier piante ed oggetti di mineralogia come fece» ma anche «a tutto ciò aggiunse una vasta e scelta Biblioteca di libri a questa scienza appartenenti. Istruitosi nell'arte del disegno dipinse le figure di quelle piante, delle quali non poté con altro mezzo ottenere lo scheletro, e con ciò si condusse, ajutato poi anche dai più rinomati Botanici, a scuoprir nuove piante e ad illustrar con critico esame quelle, che negli scritti di pochi trovavansi oscuramente registrate, onde ne formò quelle mirabili sceltissime raccolte di scheletri, di miniature e di osservazioni, che oltre al servire di raro e nobile ornamento alla sua insigne Biblioteca». Biblioteca preziosissima a quanto pare perché costituita da libri rari e pezzi unici.

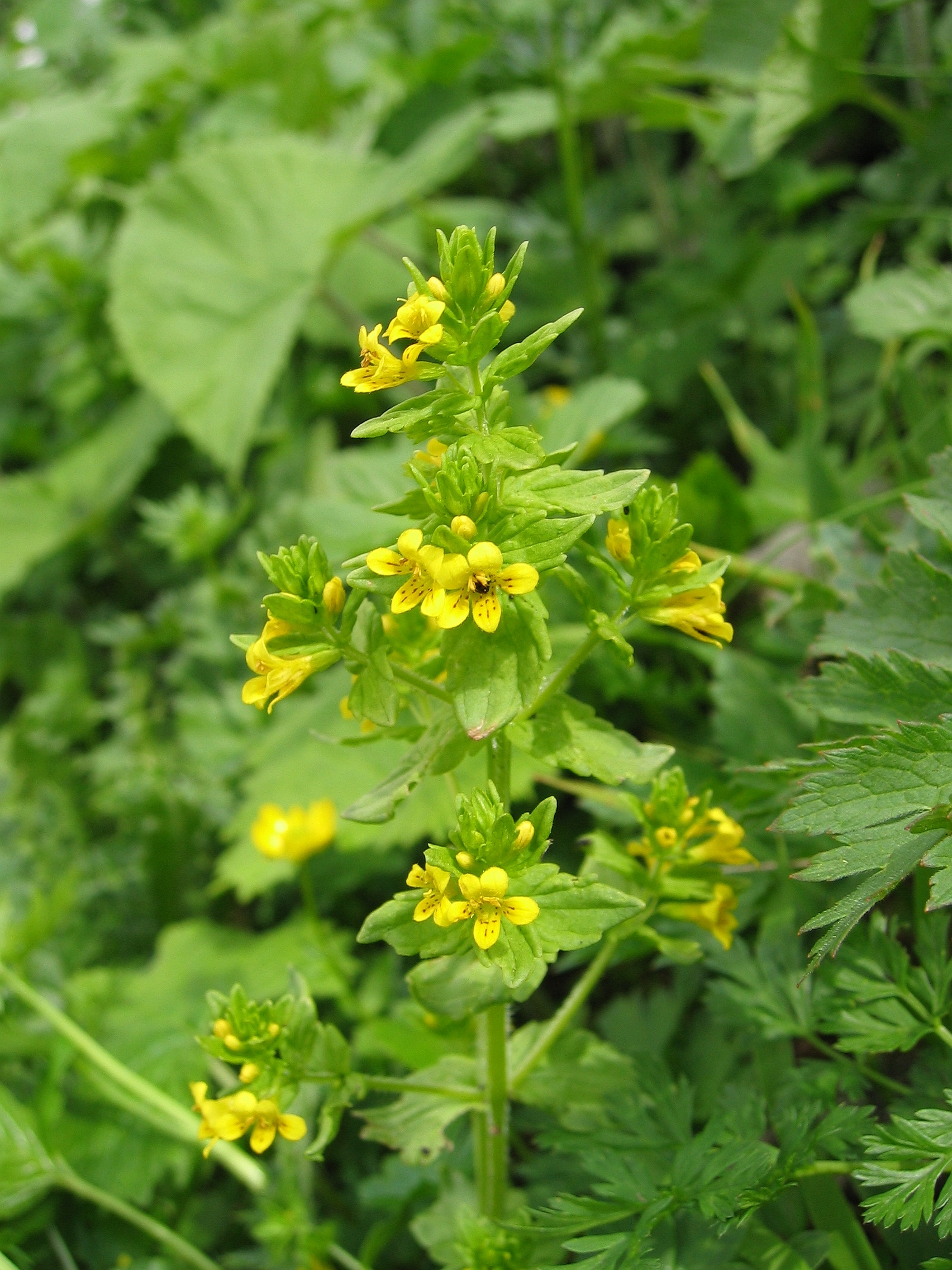
Esemplare di Tozzia di tipo Alpina

Richiamato successivamente a Vallombrosa, ricoprì l'incarico di Segretario Generale dell'Ordine Vallombrosano, posto che gli aprì poi le porte per essere nominato, nell'ordine, abate della casa madre, visitatore apostolico e infine procuratore generale dei vallombrosani presso la Santa Sede.
«Nel mezzo di tante cure però non interruppe giammai l'erudite sue applicazioni, colle quali si conciliò tanta fama, che non solo la società Bottanica di Firenze, ma la stessa società Reale di Londra l'onorarono della propria stima, aggregandolo con applauso universale al numero de' loro Colleghi». O per meglio dire «chiamato egli a Londra come Professore di Botanica con l'assegno di 2 mila scudi, non accettò così onorevole e lucroso posto attesa la sua avanzata età [...] e si contentò di essere ascritto alla Reale Società, come lo fu pure a quella di Botanica istituita in Firenze».
Fu maestro ed amico del celebre naturalista Pier Antonio Micheli il quale nel 1729 ringraziò il suo precettore, e compagno di innumerevoli viaggi, inserendo una delle erbe scoperte dal Tozzi nella sua opera "Nuovi generi di piante" e dandole appunto il nome di Tozzia. 
Non scoprì però solo quell'erba in quanto «le sue cognizioni in botanica gli fecero rendere un servigio più essenziale, non dirò all'umanità, ma alla sensualità dei suoi concittadini, poiché fra la multitudine dei funghi che crescono spontanei nella foresta di Vallombrosa , scoperse quelli chiamati dormienti dallo stare riuniti in piccole famiglie, e nascosti sotterra. Il buon romito rese nota la loro ottima qualità, esponendosi con pericolo il primo a farne la prova».  
Dunque «i Religiosi Vallombrosani, che a gara con gl'Esteri s'interessavano nelle glorie del P. Tozzi desiderarono di promuoverlo al posto supremo di Generale; ma troppa era la di lui inclinazione agli studi per non lasciarsi vincere dall'amor del comando. Pregò egli di poter deporre i suoi impieghi, e con eroica costanza vincendo la renitenza, e le persuasive de' suoi amici, si ritirò l'anno 1730 nelle Celle di Vallombrosa per ivi dar compimento a' suoi studi».
«Tralle altre sue fatiche sappiamo esservi una copiosissima Raccolta di Funghi, i quali dipinti tutti со' loro veri colori, e figure, formano grossi volumi, degnissimi d'esser collocati in qualche nobile Biblioteca per la loro sicura conservazione». Oggi sono infatti conservati alla Biblioteca Nazionale di Firenze.
«Si era egli presa cura di cercare e scuoprire con ogni diligenza le piante, che si producono pella Toscana, alla quale impresa ha conferito molto la sua dimora ne' Monasteri di campagna, avendo insino voluto finire i suoi giorni nel Romitorio delle Celle di Vallombrosa, elevato sull'altezza della montagna, in distanza di circa mezzo miglio dall'Archicenobio della loro Congregazione. Era egli uomo d'alta statura, di complessione forte, di colore acceso, di capello nero, di volto rotondo; e garbato, ed affabile. La perfezione del suo temperamento l'ha condotto sino all'estrema vecchiezza in buono stato di corpo e di mente, essendo morto quasi nonagenario, con lasciare una scelta libreria della sua professíone, la quale è passata nella Biblioteca del Monastero di Vallombrosa, insieme cogli Erbarj viventi, che egli avea messi insieme». Monastero di Vallombrosa dove, la sua biblioteca, è consultabile ancora adesso.